# Кастро, Виктор Уго
Ви́ктор У́го Ка́стро (исп. Víctor Hugo Castro; род. 21 июля 1975, Суарди) — аргентинский боксёр, представитель лёгкой и первой полусредней весовых категорий. Выступал за сборную Аргентины по боксу в конце 1990-х годов, чемпион Панамериканских игр в Виннипеге, участник летних Олимпийских игр в Сиднее. В период 2001—2011 годов боксировал также на профессиональном уровне.

## Биография
Виктор Уго Кастро родился 21 июля 1975 года в городе Суарди департамента Сан-Кристобаль провинции Санта-Фе, Аргентина.

### Любительская карьера
Первого серьёзного успеха на взрослом международном уровне добился в сезоне 1999 года, когда вошёл в основной состав аргентинской национальной сборной и побывал на Панамериканских играх в Виннипеге, откуда привёз награду золотого достоинства — в зачёте первой полусредней весовой категории одолел всех соперников по турнирной сетке, в том числе в финале взял верх над бразильцем Келсоном Пинту. Принял участие в чемпионате мира в Хьюстоне, но здесь уже 1/16 финала был остановлен американцем Рикардо Уильямсом.
На американской олимпийской квалификации 2000 года в Тампе занял второе место, в финальном решающем поединке вновь уступил американцу Уильямсу. Благодаря череде удачных выступлений удостоился права защищать честь страны на летних Олимпийских играх в Сиднее, тем не менее, провёл на Играх только один единственный бой — на стадии 1/16 финала категории до 63,5 кг встретился с немцем Каем Хусте и проиграл ему со счётом 3:5.

### Профессиональная карьера
После сиднейской Олимпиады Кастро покинул расположение аргентинской сборной и в марте 2001 года успешно дебютировал на профессиональном уровне. В течение трёх лет выступал без поражений, одержав в общей сложности 13 побед. Затем последовали проигрыши таким боксёрам как Диего Алехандро Хименес и Рикардо Даниэль Сильва. Боксировал исключительно на домашних турнирах в Аргентине.
В декабре 2006 года провёл первый выездной поединок — на турнире в России встретился с россиянином Сергеем Сорокиным в бою за вакантный титул чемпиона Азиатско-Тихоокеанского региона по версии Всемирной боксёрской организации (WBO) в первой полусредней весовой категории. Противостояние между ними продлилось все отведённые 12 раундов, в итоге судьи единогласно отдали победу Сорокину.
В дальнейшем Кастро выходил на ринг против таких известных боксёров как Джуниор Уиттер, Антонин Декарье, Руслан Проводников, но всем им проиграл. Последний раз выступал как профессионал в 2011 году, после чего решил завершить спортивную карьеру.